# Réseau routier de la France au XVIe siècle

Le réseau routier de la France au XVIe siècle rend compte de l'évolution de l'ensemble des routes et voies de communication permettant d'assurer des déplacements terrestres sur le territoire national, des modes d’échanges et de déplacement, de l’administration, du financement et de la construction des routes et des ouvrages entre l'an 1500 et l'an 1599. Elle fait suite à l'histoire de la route en France au Moyen Âge.
À la fin du Moyen Âge, le réseau est structuré avec des « voies médiévales » en terre, parallèles quelquefois à la voirie ordinaire, héritée de l’organisation romaine. Les cheminements vers les foires, mais aussi les pèlerinages avaient été des facteurs de développement, même si les centres d’intérêt sont plutôt de proximité.
Le XVIe siècle, siècle de la Renaissance en France, est caractérisé par un essor urbain et de nombreux échanges commerciaux qui contribuent à un important développement de  la circulation terrestre et fluviale sur le territoire national, mais aussi de pays à pays. Les rues des villes sont pavées et les grands itinéraires commencent à l’être. En 1552 est ordonnée la plantation d’arbres en bordures des routes, genèse des futures plantations d’alignement qui vont être réalisées dans les siècles qui vont suivre.
Même si le roi mandate des commissaires ou magistrats pour lever des impôts et contrôler la réalisation et l’entretien des routes, il n’a guère de pouvoir effectif et n'administrait pas les voies publiques. Souvent l’entretien fait défaut et les ouvrages périclitent. Il faudra attendre la fin du XVIIe siècle pour voir émerger cette organisation centralisée.

## De nouveaux échanges commerciaux
Au XVIe siècle, les grandes découvertes constituent une vraie révolution. L'appel des routes maritimes, celles de la façade atlantique, celles de l'Espagne et du Portugal, centres de redistribution, vont figer des grands itinéraires de transit. Un nouvel équilibre se profile entre routes maritimes et routes terrestres. Les unes et les autres, complémentaires le plus souvent, connaissent diverses fluctuations en fonction des polarisations nouvelles : villes, foires, universités...
Sur les routes, apparaissent de nouveaux itinérants : des voyageurs, militaires, étudiants et humanistes chevronnés, prédicateurs de toute obédience, s'orientant vers Rome ou vers Genève, et, avant tout, essor du commerce. Le marchand «aux pieds poudreux, » cheminant au XIIe siècle, au pas de sa mule, se transforme au moment de la Renaissance. Avec l'essor urbain, il participe à l'apparition d'un homme nouveau, l'homme d'affaires et d'une forme nouvelle, le capitalisme commercial, dopé par l'essor démographique et la montée des prix, au sein de la bourgeoisie marchande. Profitant des quelques inventions liées à la traction et à l'aménagement routier, la circulation terrestre ou fluviale à l'échelle du continent se développe, en nombre, en masse et en volume.

## Les grands itinéraires

### L’axe Paris-Marseille
L'artère maîtresse reste la voie de Paris à Marseille par Lyon, avec une antenne sur Rouen où se construit Le Havre.
L'occupation de la Provence en 1486 a donné à la France une façade méditerranéenne. Sur cette voie se greffent des voies parallèles, complémentaires ou rayonnantes. Subsiste toujours la voie de Paris à Clermont-Ferrand, mais le tronc essentiel devient le Rhône et sa vallée, trait d'union entre l'Océan et l'Italie génoise ou florentine, alors en pleine ascension. La route muletière suit la rive gauche; déplacée vers l'est, une autre voie, par Carpentras, gagne Aix-en-Provence. S'enfonçant dans les Alpes, une voie gagne le col de la Croix-Haute, frontière climatique, et, par Sisteron, rejoint Marseille. D'autres routes arrivent à Marseille ou à Aigues-Mortes, d'où se développe un éventail de voies maritimes vers Gênes, l'Orient, l'Afrique du Nord, et surtout la Catalogne et l'Espagne. Se retrouvent, dans le cycle Génois, marchands d'Allemagne, de Genève, de Lyon et de Savoie. Dès Pont-Saint-Esprit, la voie d'Espagne bifurque pour gagner le Languedoc par Nîmes, Montpellier jusqu'à Toulouse et, de là, à Bordeaux, reprenant la route romaine.

### La route vers l’Espagne
La reprise des relations avec Bordeaux a suivi l'expulsion définitive des Anglais hors de la Gascogne en 1453. Le parlement de Bourges, installé à Poitiers de 1418 à 1436, avait été en relations constantes avec le roi et toutes les parties du royaume par l'intervention d'huissiers, de sergents royaux, de chevaucheurs, de messagers à pied ou de moines mendiants. La paix revenue, après la guerre de Cent Ans, la situation change, non pas brutalement mais radicalement.

### Les routes de poste
Louis XI institue dans le royaume en 1477, et tout d'abord sur les routes militaires de Bourgogne, de Picardie et de Guyenne, un service de relais assurant la fourniture de chevaux, seul moyen de transport rapide à l'époque. C'est le premier réseau de poste français. Il est, à en croire les mémorialistes, inspiré par l'idée que l'existence d'un système centralisé de poste royale ne peut que renforcer le pouvoir monarchique.
Les cavaliers de l'écurie royale utilisent ces relais dits de la poste aux chevaux pour échanger leur monture fourbue contre un cheval frais et assurer ainsi le transport à vive allure de la correspondance officielle du souverain. Louis XII met le service des relais de poste à la disposition des voyageurs en 1506.
Depuis le début du XVIe siècle, le grand axe nord - sud-ouest a été ainsi une «route de poste», dans sa partie médiane, entre Tours et Bordeaux, de même que la route de Lyon. Toutes les sept lieues environ, existaient des relais nantis de chevaux frais et de cavaliers disponibles. La vitesse du cheval au galop sera immuable jusqu'au rail.

### Les liaisons externes
Vers l'est et l'Allemagne, on rejoint le Rhin à travers le Jura ou les Vosges, peu par la porte de Bourgogne, Besançon et Belfort, davantage par Nancy et la Lorraine, par Metz et par Strasbourg. Bâle, Francfort et les villes d'Allemagne du Sud sont atteintes de Lyon de la même façon.
Vers le nord, par Reims et la Champagne, ou Amiens et la Picardie vers Bruxelles, et Gand, capitales des Pays-Bas espagnols; Anvers a eu également sa zone d'attraction.
S'accroît également la fréquentation de l'autre voie nord-sud qui s'ouvre, à partir de la Suisse et de Genève, vers la Savoie, le Dauphiné et la Provence, le long du sillon alpin. Cette bretelle préalpine, demeurée longtemps au second plan, est liée à la conjoncture genevoise et internationale

## Les premiers guides touristiques

### La guide des chemins de France
Les cartes routières n’existent pas encore et n’apparaîtront qu’au XVIIe siècle avec le premier cartographe français Nicolas Sanson d’Abbeville. Mais l’année 1553 marque une vraie révolution dans la connaissance des routes avec la parution de la guide des chemins de France. Ce guide, se distingue des autres documents de l’époque par la richesse de son contenu, la concision de son style et sa grande maniabilité. Il servira de modèle ultérieurement à de nombreux guides similaires. Un certain nombre d’itinéraires y sont décrits avec des descriptifs des régions ou de villes concernées
.

### Un guide sur commission royale
Nicolas de Nicolaï reçoit par deux fois (1567 et 1570) commission royale pour décrire «en général et en particulier» le royaume de France. Chargé de cartographier chaque région, il perfectionne son programme, y incluant la description de la situation, des limites, de l'origine des peuples, des fleuves, des forêts et leurs officiers... les paroisses avec le nombre des feux. Sont ainsi décrits le Berry, le Bourbonnais et le Lyonnais.

## Administration des routes
Les responsabilités gouvernementales concernant la vie de relations et la circulation routière et fluviale sont assumées par l'administration (communale ou royale) et le service postal. L'arrêt du 28 juillet 1500 ordonne au prévôt de Paris «de surveiller, avec ses lieutenants et quinze examinateurs du Châtelet, l'entretien des routes et de faire nettoyer les rues dans tout Paris ».

### Trésoriers de France
Parmi tous les officiers, investis à divers titres d'un droit de surveillance sur les voies publiques, prennent place, au commencement du XVIe siècle, les trésoriers de France. Par une ordonnance du 20 octobre 1508, constitutive de leurs pouvoirs et fonctions, Louis XII ajoute à leurs nombreuses attributions celles de visiter tous chemins, chaussées, ponts, pavés, ports et passages du royaume ; de constater leur état ; de faire faire des deniers du roi les réparations de ceux qui sont à sa charge, et, pour ceux qui sont à la charge d'autrui moyennant péages, de contraindre qui de droit à les réparer et entretenir. À mesure que le roi, par suite de l'agrandissement de son pouvoir, prendra d'une façon plus directe et plus active la gestion des voies publiques, auxquelles les progrès de la civilisation donnent un intérêt toujours croissant, les trésoriers de France, à la fois administrateurs financiers et magistrats, deviendront ses principaux agents en cette matière, à l'exclusion des autres officiers; jusqu'à ce que, réduits, et même en second ordre, au rôle financier et contentieux, ils cèdent l'administration active aux intendants, bientôt assistés des ingénieurs,.

### Commission au bailli d'Orléans pour le chemin de Paris à Orléans
Plus tard, par lettres patentes du 15 février 1556, le bailli d'Orléans fut investi, pour la continuation du grand chemin de Paris à Orléans, de pouvoirs tout spéciaux, étendus au-delà des limites de sa juridiction ordinaire. Les motifs énoncés dans ces lettres font voir que le gouvernement sentait les inconvénients de la multiplicité des juridictions; mais il ne songeait encore à s'y soustraire que dans des cas particuliers.

### Commissaires spéciaux pour la construction du pont Neuf à Paris
C'est également ainsi que, pour la construction du pont Neuf à Paris, Henri III, par ses lettres patentes du 16 mars 1578, nomma des commissaires ad hoc, qui étaient « des personnages de qualité requise et affectionnés à son service et au public » Il les chargea d'arrêter l'emplacement et le projet de l'ouvrage, d'en adjuger l'exécution, de la faire surveiller par des agents de leur choix, de faire encaisser les péages, d'ordonnancer les dépenses et les paiements, de régler les indemnités de dommage et de dépossession, de résoudre les questions contentieuses de toutes natures, en un mot, de connaître exclusivement de toutes les affaires y ayant rapport.

### Magistrats et officiers ordinaires
Le pouvoir royal, en général, n'administrait pas les voies publiques; il bornait son action à la répression des abus et n'avait pour cela besoin que de ses magistrats et officiers ordinaires. On a vu que le système des péages était le moyen le plus généralement employé pour subvenir aux dépenses nécessaires à la viabilité.
Les concessionnaires de ces péages chargeaient du recouvrement des deniers, de la direction de leur emploi et de l'exécution des travaux les agents qu'ils jugeaient aptes. L'autorité royale n'intervenait que pour exiger l'emploi utile de ces deniers conformément à la concession et pour réprimer leur détournement. Elle n'avait, si ce n'est dans son domaine propre, ni à administrer, ni à faire exécuter. Ceci explique l'absence d'administrateurs et d'ingénieurs, ou hommes d'art en titre, et comment elle se bornait à recourir, pour l'exécution de ses édits en cette matière, à ses magistrats ou officiers ordinaires, qui n'avaient en effet qu'à prononcer des décisions répressives, excepté dans les cas rares où ils saisissaient les revenus des péages et en ordonnaient l'emploi par mesure de régie forcée. Alors ils choisissaient eux-mêmes leurs agents d'exécution. On voit ainsi par l'édit de septembre 1835, que les baillis, sénéchaux et autres juges étaient autorisés, en cas d'inexécution par les seigneurs péagers, à donner à bail au rabais les réparations reconnues nécessaires et à faire remplir les conditions du bail, nonobstant toutes oppositions, jusqu'à l'entier achèvement des ouvrages. On remarquera d'ailleurs que cet édit est plus circonstancié et plus précis, et surtout plus général, que les ordonnances antérieures sur cette matière. Il se termine par un mandement exécutoire donné à toutes les cours de parlement de Paris, Toulouse, Rouen, Bordeaux, Dijon, Grenoble, Provence et Bretagne, et à tous justiciers et officiers quelconques. Mais le résultat voulu n'était en général pas atteint, ou ne l'était que momentanément.

### Intervention des officiers des eaux et forêts
La confusion des pouvoirs en matière de voirie et en même temps ce besoin d'améliorations qui portait l'autorité royale à coaliser, en quelque sorte, ses agents de tout ordre contre les abus, se retrouvent dans l'intervention des officiers des eaux et forêts réclamée par l'édit de janvier 1583. Cet édit leur enjoint expressément de prendre connaissance des entreprises et usurpations commises, tant sur les chemins de terre que sur les voies navigables, et de les réprimer par tous les moyens que prescrivent les ordonnances et même par tous les autres qu'ils jugeront à propos.

## Constructions routières

### Typologie des routes auXVIesiècle
Tous les chemins destinés à la circulation locale sont de simples voies tracées et maintenues par la circulation seule, sans main-d'œuvre, sur le sol naturel, et resteront tels quels jusqu’au début du XIXe siècle.
Il n'en était guère autrement des chemins d'une portée plus étendue, nommés grands chemins ou chemins royaux. Ils ne se distinguaient des premiers que par une plus grande largeur; et cela, plus en principe qu'en fait, soit par absence de tracé, soit à cause des obstacles naturels, soit par les nombreuses anticipations dont ils étaient l'objet. Leur largeur nominale même n'était pas uniforme ; elle variait, suivant les coutumes des provinces, de 24 à 64 pieds. Ces grands chemins étaient à la vérité jalonnés de loin en loin par certains points obligés, comme les villes, puis quelques chaussées dans les passages difficiles, puis les bacs ou les ponts pour la traversée des rivières. Mais, dans l'intervalle et en rase campagne, le grand chemin devait être souvent abandonné pour un autre, ou par erreur, ou par choix quand il était devenu impraticable.

### Pavage des rues
La généralisation des pavages dans les villes intervient à la fin du Moyen Âge. L’utilisation du cheval de trait, avec des chariots de plus en plus lourds, dégrade plus facilement les anciennes chaussées, mais permet également d’améliorer l’approvisionnement des villes en pavés de meilleure qualité à partir de carrières plus éloignées. Généralement le pavage est à refaire tous les 25-30 ans. Le responsable de l’entretien des rues est le maître des chaussées qui tient la comptabilité des achats de pavés, des travaux réalisés, etc..

### Début du pavage de grands itinéraires
À l’instar des rues de villes, certains grands itinéraires commencent à être pavés. Ainsi au début de XVIe siècle, la route d’Orléans à Paris est pavée de Orléans à Artenay. Une ordonnance de Henri II, du 15 février 1556, ordonne la continuation de le chaussée en pavés depuis Artenay jusqu'à Toury.
Le descriptif des travaux est le suivant. Au milieu du chemin, ouvert sur une largeur de 8 toises 1/2, est établie une chaussée pavée, large de 2 toises 1/2; et « le reste demeure comme il est», la largeur suffisante (de ce reste) devant être abandonnée par les riverains, partout où elle manque, en terre vacue et sans labour, défense étant faite d'y labourer, faire fossés, etc., ou mettre fumiers et autres empêchements. Des ponts, arches et murailles pour le dégoût et soutènement des eaux sont exécutés partout où il est jugé nécessaire. Là où il convient d'exhausser la chaussée au-dessus du sol naturel, les remblais peuvent être pris sur les terres riveraines de part et d'autre.
Dans cette ordonnance d’Henri II, la faculté est accordée à l'entrepreneur, de prendre des matériaux, pierres, grès, sables et autres, dans les terres des particuliers, gens d'église, nobles ou roturiers, et même d'y fouiller, ou prendre des terres pour rehausser les routes. Cette disposition, n'est que l'application du principe que tout citoyen doit le sacrifice de sa propriété à l'intérêt général. Seulement, ce principe a été poussé ici jusqu'à l'abus, en contraignant les ouvriers payeurs à travailler à la route, les propriétaires riverains à fournir le terrain nécessaire pour l'élargissement, les habitants de Toury à payer à leurs frais le front de leurs maisons, le tout sans indemnité préalable. On établit un péage sous le titre de droit de barrage ; on oblige au paiement, même ceux qui, pour éviter le péage, prendraient le chemin des champs. Le rédacteur de cette ordonnance avait pour le moins oublié les principes premiers d’équité entre citoyen et de justice.

### Premières plantations d’alignement en 1552
Henri II de France est le premier roi qui, par une déclaration donnée à Paris le 19 janvier 1552, ait prescrit la plantation des routes. Ce n'est pas, comme on pourrait le croire, afin de leur procurer de l'ombrage ou pour leur servir de décoration, mais pour remédier à la pénurie des bois de charronnage.
« Comme après avoir entendu le grand nombre d'ormes, qui nota fait de besoin chaque année pour servir aux affûts et remontaiges de notre artillerie, et la difficulté qui se trouve déjà d'en renouveler, de sorte qu'il est tout apparent que nous sommes pour en tomber, par succession de temps, en très grande faute et nécessité »  à ces causes, le roi ordonne, sous peine d'amende arbitraire, aux seigneurs haut justiciers, et aux manants et habitants des villes, villages et paroisses, de faire planter des ormes le long des voiries et grands chemins publics, et autres lieux qu'ils verront plus commodes et à propos »
Imposer une telle charge aux propriétaires était pour le moins abusif. Ces lois furent mal exécutées, parce qu'elles étaient fondées sur un principe manifestement injuste. Si l'intérêt public exige que les routes soient plantées, il appartient à l'état de financer ces travaux et de lever un impôt spécial à cet effet. Le principe a toutefois subsisté jusqu’à la loi du 25 mai 1825 mettant les plantations à la charge de l'État.

## Ouvrages routiers

### Pont Notre-Dame de Paris
Le pont Notre-Dame à Paris était en 1413, un pont en bois qui fut emporté dans une grande crue, le 25 octobre 1499. Le 7 novembre, il fut résolu qu'on le rebâtirait en pierres de taille et qu'on ferait venir à cet effet les meilleurs ouvriers d'Orléans, de Tours et des autres bonnes villes. On confia la direction de l'ouvrage au frère Joconde, moine cordelier de Vérone, l'un des architectes du Ponte Corvo, en Italie, et qui avait déjà construit le Petit-Pont à Paris. La première pierre en fut posée le 28 mars 1500, et il fut achevé en 1507. Ce pont fut composé de six arches et on lui donna une largeur de 12 toises, au milieu de laquelle lut réservée une voie large de 20 pieds, entre deux rangs de maisons bâties. La dépense totale, sans les maisons, s'éleva à la somme de 250 380 livres tournois 14 sols et 4 deniers
.

### Des œuvres d’art

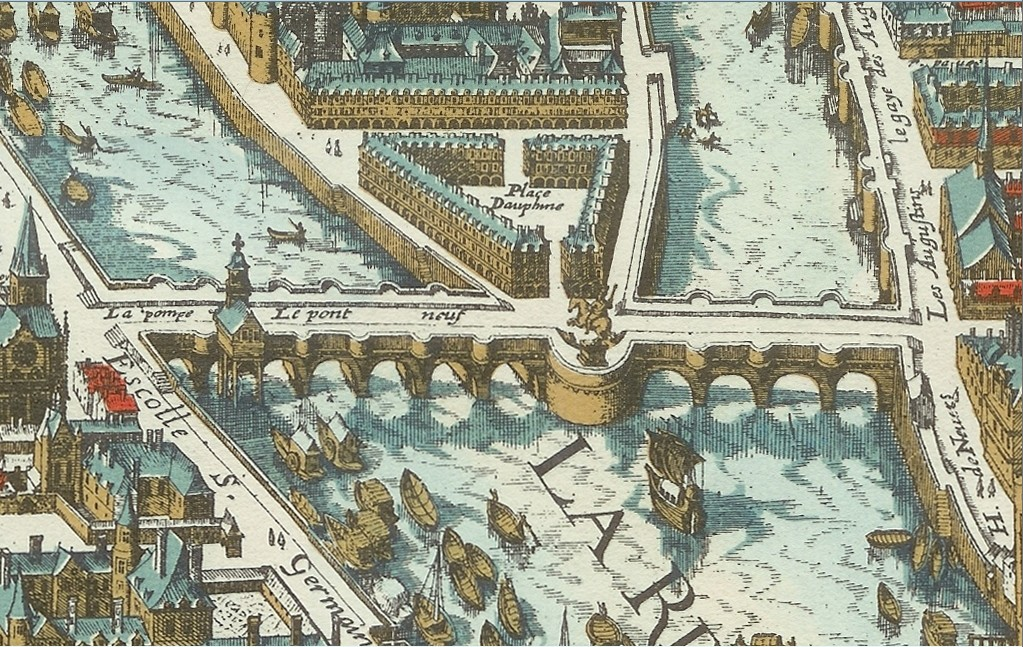
Le pont Neuf en 1615, plan de Mérian

Avec la Renaissance apparaît un nouveau style pour les ponts. Le mouvement qui s’est déclenché en Italie vers la fin du XVe s’est traduit non seulement par un retour aux formes régulières de l’Antiquité, mais surtout par le fait que les ponts, tout au moins certains ponts urbains, ont été traités comme des œuvres d’art, avec l’apparition en particulier d’une décoration et de sculptures. Les réalisations italiennes, comme le pont de la Sainte-Trinité à Florence (1570) et le pont du Rialto à Venise en sont des exemples remarquables.
En France, il ne subsiste que très peu de ponts de cette époque, en dehors du pont de Chenonceau (1566) qui n’est en fait que la base du château, et le pont Neuf à Paris qui, commencé en 1578, ne sera achevé qu’en 1604 du fait des guerres de religion.
Le pont de Châtellerault, commencé presque en 1560 et terminé en 1607, offre un assez bon spécimen des ponts de la Renaissance, avec de nombreuses particularités à signaler. Ses arches sont en plein cintre et se transforment ensuite graduellement en anse de panier, à mesure qu’on se rapproche des rives, par suite de la diminution de la montée.
Le pont de Tournon, terminé en 1583, avait en fait été commencé en 1376. Il s’agit en fait d’un pont du Moyen Âge, composé d’une seule arche en arc de cercle de 49,20 m d’ouverture.

### Architectes
Les maîtres d’œuvre du Moyen Âge se muent en architectes au XVIe siècle av. J.-C. L’architecte apporte à l’ouvrage une nouvelle dimension, basée sur la compréhension de la valeur spatiale et topographique du pont. La présentation d’un projet en perspective s’impose. Ainsi Baptiste Androuet du Cerceau dresse les plans du pont Neuf de Paris. Jacques Lemercier et Pierre Souffron sont quant à eux les architectes du Pont-Neuf de Toulouse commencé en 1541 et terminés en 1632.

## Véhicules usités sur les chemins
Les voyages rapides se faisaient qu'à cheval. C'était d'ailleurs le mode de déplacement de toute la noblesse, hommes et femmes. La messagerie et le transport des denrées et des marchandises, ainsi que des marchands, se faisait au moyen de mulets bâtés, notamment sur les routes difficiles, ou de chariots, analogues sans doute aux arabas encore usités dans les contrées orientales de l'Europe, dénuées de véritables routes. Les chariots comtois, si simples et en même temps si aptes à se prêter aux difficultés des mauvais chemins, doivent être un perfectionnement des voitures de roulage d'alors. Pour les transports plus importants, qui ne pouvaient s'accommoder, pendant la plus grande partie de l'année, de l'état dégradé des voies de terre, on utilisait autant que possible les rivières, même dans des parties de leurs cours qui ne sont plus considérées maintenant comme navigables.

## Financement des ouvrages routiers
Les péages, sous des dénominations diverses, continuèrent à être la principale ressource financière appliquée aux grands chemins, mais les dons permirent également de construire certains ouvrages.
Les tailles, contributions directes et foncières, rendues perpétuelles en 1440 par Charles VII, ne paraissent pas avoir fourni de bonne heure des ressources pour les travaux publics. Des lettres patentes du 7 février 1598 rappellent que, pour contribuer à la construction du pont Neuf à Paris qui fut commencé en 1578, il avait été ordonné qu'il serait imposé et levé sur les généralités de Paris, Châlons, Amiens et Orléans, une crue d'un sol par livre du principal de la taille, et prescrivent l'application de ce fonds à la continuation de l'ouvrage.

### Péages
La presque totalité des ponts et autres ouvrages destinés à franchir les passages difficiles, qui furent construits en France jusqu'au XVIIe siècle est financée par les péages. Mais, après la construction, il fallait entretenir ; réparer et reconstruire. Or les réparations et les reconstructions ne se faisaient pas, bien que les péages continuaient à se percevoir. Aussi voit-on que la plupart des actes de concession depuis le XIVe siècle ont pour objet des reconstructions ou restaurations: et pour les péages établis antérieurement, dont les concessions ne nous sont pas parvenues, leur existence nous est surtout connue par les doléances auxquelles donne lieu le détournement de leurs produits et par les mesures prises, ou plutôt tentées à diverses époques, par le pouvoir royal, pour les abolir ou pour en faire appliquer les deniers aux entretiens et restaurations.
Malheureusement la fréquente répétition de ces mesures et les termes mêmes des édits qui les promulguent accusent leur inefficacité. De sorte que les péages, nés du besoin de faciliter la circulation, sont devenus un de ses principaux obstacles et ont justifié l'antipathie prononcée qui a survécu en France à leur généralisation et à leurs abus.